# Connor Trinneer

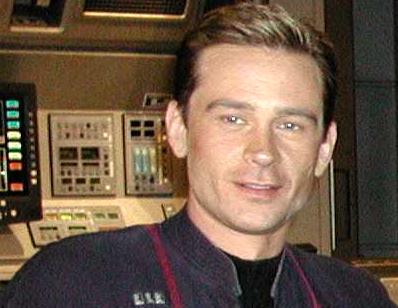
Connor Trinneer als Commander Charles Tucker

Connor Trinneer (* 19. März 1969 in Walla Walla, Washington) ist ein US-amerikanischer Schauspieler.

## Leben
Connor Trinneer studierte Schauspiel an der Pacific Lutheran University in Tacoma, Washington, wo er Football spielte, bevor er sich für die Schauspielerei entschied. Seine erste bekanntere Rolle war im Theaterstück Arcadia an der Huntington Theater Company in Boston. In Fernsehserien wie Liebe, Lüge, Leidenschaft, Sliders – Das Tor in eine fremde Dimension oder Ein Hauch von Himmel trat er erstmals in Nebenrollen auf. In Far East spielte er die Rolle des homosexuellen Offiziers Bob Munger.
Von 2001 bis 2005 spielte Trinneer die Rolle des Chefingenieurs Commander Charles „Trip“ Tucker III in der Science-Fiction-Fernsehserie Star Trek: Enterprise. Mit dieser Rolle wurde er einem breiten Publikum bekannt. Weiterhin hatte er von 2006 bis 2008 eine wiederkehrende Nebenrolle in Stargate Atlantis in der Rolle des Wraith Michael.
Hauptsächlich ist er in verschiedenen Fernsehserien zu sehen, in denen er Gastrollen übernimmt.
Connor Trinneer war seit 2004 mit Ariana Navarre verheiratet. Das Paar hat einen Sohn (* 2005). Seit November 2024 ist er mit Jackie Robbins, einer Immobilienmaklerin verheiratet.

## Filmografie (Auswahl)
- 1996: Liebe, Lüge, Leidenschaft (One Life To Live, Fernsehserie)
- 1998: Pensacola – Flügel aus Stahl (Pensacola, Fernsehserie, Folge 1x13)
- 1998: Emergency Room – Die Notaufnahme (ER, Fernsehserie, Folge 4x12)
- 1998: Ein Hauch von Himmel (Touched by an Angel, Fernsehserie, Folge 4x21)
- 1998: Sliders – Das Tor in eine fremde Dimension (Sliders, Fernsehserie, Folge 4x02)
- 2000: M.K.3 (Fernsehfilm)
- 2000: FreakyLinks (Fernsehserie, Folge 1x02)
- 2001: 61* (Fernsehfilm)
- 2001: Far East (Fernsehfilm)
- 2001–2005: Star Trek: Enterprise (Enterprise, Fernsehserie, 98 Folgen)
- 2005: Numbers – Die Logik des Verbrechens (Numb3rs, Fernsehserie, Folge 2x09)
- 2006–2008: Stargate Atlantis (Fernsehserie, 10 Folgen)
- 2006: Navy CIS (NCIS, Fernsehserie, Folge 3x22)
- 2006: Without a Trace – Spurlos verschwunden (Without a Trace, Fernsehserie, Folge 5x11)
- 2006: Close to Home (Fernsehserie, Folge 1x12)
- 2007: Family Guy (Zeichentrickserie, Folge 5x09)
- 2008: Criminal Minds (Fernsehserie, Folge 4x03)
- 2009: Lincoln Heights (Fernsehserie, Folgen 4x01–4x02)
- 2009: Terminator: The Sarah Connor Chronicles (Fernsehserie, Folge 2x14)
- 2009: 24 (Fernsehserie, Folge 7x15)
- 2009: Star Runners (Fernsehfilm)
- 2009: The Closer (Fernsehserie, Folge 5x12)
- 2010: The Mentalist (Fernsehserie, Folge 3x09)
- 2011: Pretty Little Liars (Fernsehserie, Folge 1x17)
- 2011: Navy CIS: L.A. (Fernsehserie, Folge 2x16)
- 2012: Suits (Fernsehserie, Folge 2x09)
- 2012: Fairly Legal (Fernsehserie, Folge 2x12)
- 2015: Prey for Death
- 2015: American Odyssey (Fernsehserie, 4 Folgen)
- 2016: Exorcist: House of Evil
- 2016: ReCore (Videogame, Stimme von Dr. Thomas Adams)
- 2017: Riley Parra (Webserie, 5 Folgen)
- 2017: Barry Seal: Only in America (American Made)
- 2017: Take it from the top (Fernsehfilm)
- 2018: Stargate Origins (Webserie, 9 Folgen)
- 2018: Stargate Origins: Catherine (Fernsehfilm)
- 2018–2022: 9-1-1 (Fernsehserie, 5 Folgen)
- 2019: The Purge – Die Säuberung (Fernsehserie, 10 Folgen)
- 2019: Dark Harbor
- 2020: Unbelievable!!!!!
- 2020: Atlanta Medical (Fernsehserie, Folge 3x16)
- 2022: Die Fabelmans (The Fabelmans)